# La balada de la luz
La balada de la luz es una zarzuela con música de Amadeo Vives y libreto de Eugenio Sellés. Se estrenó en el Teatro de la Zarzuela de Madrid, el 12 de junio de 1900. En Barcelona se estrenó el 6 de octubre del mismo año, en el teatro Granvia.